# Kubab Banijja
Kubab Banijja – wieś w Syrii, w muhafazie Aleppo, w dystrykcie Manbidż. W 2004 roku liczyła 1197 mieszkańców.